# IC 674
IC 674 је спирална галаксија у сазвјежђу Велики медвјед која се налази на листи објеката дубоког неба у Индекс каталогу.
Деклинација објекта је + 43° 37' 59" а ректасцензија 11h 11m 6,4s. Привидна величина (магнитуда) објекта IC 674 износи 13,5 а фотографска магнитуда 14,3. IC 674 је још познат и под ознакама UGC 6221, MCG 7-23-27, CGCG 213-31, PGC 33982.